# 원희 (동진)
원희(元熙)는 중국 동진(東晉) 공제(恭帝)의 연호이자 동진의 마지막 연호이다. 419년에서 420년 6월까지 1년 6개월 동안 사용하였다. 420년 6월 공제는 유유(劉裕)에게 선위하고 황제에서 물러났으며 이로써 송(宋)나라가 건국되고 동진은 멸망하였다.
같은 시기에 사용된 다른 연호로는 서진(西秦)에서 사용한 영강(永康 : 412년 ~ 419년), 건홍(建弘 : 420년 ~ 428년), 북량(北凉)에서 사용한 현시(玄始 : 412년 ~ 428년), 서량(西凉)에서 사용한 가흥(嘉興 : 417년 ~ 420년), 영건(永建 : 420년 ~ 421년), 하(夏)에서 사용한 진흥(眞興 : 419년 ~ 425년), 북연(北燕)에서 사용한 태평(太平 : 409년 ~ 430년), 북위(北魏)에서 사용한 태상(泰常 : 416년 ~ 423년)이 있다.

## 개원
원희(元熙) 원년 1월 1일(419년 2월 11일)에 연호를 원희(元熙)로 개원함.

## 연대대조표
| 원희                | 원년            | 2년                 |
| 서력                | 419년           | 420년               |
| 육십간지 (六十干支) | 기미(己未)      | 경신(庚申)          |
| 서진 (西秦)         | 영강(永康) 8년  | 건홍(建弘) 2년      |
| 북량 (北凉)         | 현시(玄始) 8년  | 9년                 |
| 서량 (西凉)         | 가흥(嘉興) 3년  | 4년 영건(永建) 원년 |
| 하 (夏)             | 진흥(眞興) 원년 | 2년                 |
| 북연 (北燕)         | 태평(太平) 11년 | 12년                |
| 북위 (北魏)         | 태상(泰常) 4년  | 5년                 |

## 삭일(1일)
| 원희 원년 (419년) | 1월             | 2월             | 3월             | 4월             | 5월             | 6월             | 7월             | 8월             | 9월             | 10월            | 11월            | 12월            |                 |
| ----------------- | --------------- | --------------- | --------------- | --------------- | --------------- | --------------- | --------------- | --------------- | --------------- | --------------- | --------------- | --------------- | --------------- |
| 삭일(음력)        | 임진일 (壬辰日) | 신유일 (辛酉日) | 신묘일 (辛卯日) | 경신일 (庚申日) | 경인일 (庚寅日) | 기미일 (己未日) | 기축일 (己丑日) | 기미일 (己未日) | 무자일 (戊子日) | 무오일 (戊午日) | 정해일 (丁亥日) | 정사일 (丁巳日) |                 |
| 율리우스력        | 419년 2월 11일  | 3월 12일        | 4월 11일        | 5월 10일        | 6월 9일         | 7월 8일         | 8월 7일         | 9월 6일         | 10월 5일        | 11월 4일        | 12월 3일        | 420년 1월 2일   |                 |
| 원희 2년 (420년)  | 1월             | 2월             | 3월             | 4월             | 5월             | 6월             | 7월             | 8월             | 윤8월           | 9월             | 10월            | 11월            | 12월            |
| 삭일(음력)        | 병술일 (丙戌日) | 병진일 (丙辰日) | 을유일 (乙酉日) | 을묘일 (乙卯日) | 갑신일 (甲申日) | 갑인일 (甲寅日) | 계미일 (癸未日) | 계축일 (癸丑日) | 임오일 (壬午日) | 임자일 (壬子日) | 신사일 (辛巳日) | 신해일 (辛亥日) | 신사일 (辛巳日) |
| 율리우스력        | 420년 1월 31일  | 3월 1일         | 3월 30일        | 4월 29일        | 5월 28일        | 6월 27일        | 7월 26일        | 8월 25일        | 9월 23일        | 10월 23일       | 11월 21일       | 12월 21일       | 421년 1월 20일  |

## 같이 보기
- 다른 왕조의 같은 연호
  - 전조(前趙) 원희(304년 ~ 308년)

- 중국의 연호